# Yūten-ji
Le Yūten-ji (祐天寺) est un temple du Bouddhisme de la Terre Pure situé dans le quartier Nakameguro de Meguro à Tokyo.
En 1718, troisième année de l'ère Kyōhō, Yūten (祐天, yūten), le 36e moine bouddhiste de Zōjō-ji meurt. Un de ses disciples, Yumi (祐海, yumi), construit le Yūten-ji comme son sanctuaire et s'en fait le fondateur.